# Игор Тудор
Игор Тудор (Сплит, 16. април 1978) је бивши хрватски фудбалер, а садашњи фудбалски тренер, тренутно на клупи Јувентуса.

## Биографија
Своју играчку каријеру започео је у Хајдуку из Сплита, а наставио у Јувентусу где је и провео највећи део каријере, а кратко је био и у Сијени, да би се на крају вратио у матични Хајдук. У сплитском великану је започео и тренерску каријеру, прво као помоћник да би касније као самосталан тренер са "билима" освојио и свој први тренерски трофеј и то у купу Хрватске. Након Хајдука Тудор је био тренер грчког ПАОК-а.

## Трофеји

### Као играч
Јувентус
- Првенство Италије (3) : 2001/02, 2002/03, 2004/05.
- Серија Б (1) : 2006/07.
- Суперкуп Италије (2) : 2002, 2003.
- Интертото куп (1) : 1999.
- Лига шампиона : финале 2002/03.

### Као помоћни тренер
Јувентус
- Куп Италије (1) : 2020/21.
- Суперкуп Италије (1) : 2020.

### Као тренер
Хајдук
- Куп Хрватске (1) : 2012/13.